# 千苅ダム
千苅ダム（せんがりダム）は、兵庫県神戸市北区にある、二級河川・武庫川水系羽束川に建設されたダム。

## 概要
神戸市が管理する高さ42.4mの「重力式粗石モルタル積ダム」で、神戸市への上水道供給を目的とした市内最大のダムである。
堰堤は1919年（大正8年）竣工で、17門のスライドゲートは日本最古。国の登録有形文化財に登録されているほか、土木学会の「日本の近代土木遺産～現存する重要な土木構造物2000選 」や厚生労働省の「近代水道百選」にも選定されている。このダムからは神戸水道を通じて神戸市までの送水管（水道）で結ばれており、神戸市民へ供給されている。また1967年（昭和42年）からは武庫川沿いに建設された千苅浄水場にも送水されており（画像中央の導水官は千苅浄水場への専用送水官）神戸市北区などの飲料水として供給されている。ダムによって形成された人造湖・千苅水源池（せんがりすいげんち）周辺は、観光地として親しまれている。

## 地理
羽束川と波豆川がダム湖で合流しダムの2km下流で武庫川に注ぐ。ダムは神戸市北区に位置するが、ダム湖は宝塚市・三田市にもおよび、ほとんどは宝塚市に属する。

## 沿革
神戸市の上水道不足を受け、布引五本松ダム、立ヶ畑ダムに続いて建設された。
- 1906年（明治39年）羽束川の千苅が候補に挙がる。
- 1909年（明治42年）建設が神戸市会を通過。
- 1910年（明治43年）水没地区の大半を占める川辺郡西谷村（現：宝塚市）の波豆集落が反発。
- 1911年（明治44年）神戸市が予備工事着工。
- 1912年（明治45年）波豆集落が神戸市水道拡張対抗対抗委員を結成、堰高の半減による水没地区の縮小を神戸市に陳情。
- 1914年（大正3年）神戸市が若干の堰高低減を受け入れ、着工。地権者に用地買収価格と移転料を通知、強制収用。
- 1919年（大正8年）竣工。
- 1926年（大正15年）20尺の堰堤嵩上げ工事着工。
- 1931年（昭和6年）工事完了。
- 2019年（令和元年）武庫川の洪水対策として洪水調節機能をもたせるため、副堤にゲートを設置する工事を起工[1]
- 2022年（令和4年）副堤のゲート取付け工事が竣工する[2]

住宅22戸と面積23町の土地が水没。その後、神戸市と村民とは和解が成立。

## 観光・周辺
- 千苅水源池
- 普明寺
- 波豆八幡神社

## その他
- ダム敷地内には多くの枝垂桜などが植樹されており、春の桜開花の時期にあわせて千苅さくら祭が催され、その時期に一般開放されている。最寄駅はJR道場駅から徒歩約20分。
- 建設当時は道場停車場（現、JR道場駅）からトロッコ軌道がダムの真下まで敷設されており、建設現場への建設資材搬入や工員の輸送に使われていた。

## 参考資料
- 『宝塚市史』宝塚市教育委員会